# ريتشل راسموسن
ريتشل راسموسن (بالإنجليزية: Rachel Rasmussen)‏ هي لاعبة كرة الشبكة نيوزيلندية، ولدت في 5 يونيو 1984.